# Belibog
Belibog in Črnibog sta slovanski božanstvi.
Slovani so kot poglavitnega boga oziroma božanstvo ločili na dva dela in sicer na dobro in slabo. Oziroma na belo (Belibog) in črno (Črnobog). Beli bog je bog svetlobe in dneva, predstavlja torej ustvarjalno silo. Črni bog pa je bog senc in noči; prestavlja torej uničevalna sila. Crnibog je gospodar podzemnega sveta Temnave. Boga sta si nasprotujoča, predstavljata nasprotje med dobrim in zlim.
Po ljudskih legendah se Belibog prikazuje le podnevi in sicer v obliki starca z dolgimi sivimi lasmi in dolgo sivo brado. Beli bog je vedno oblečen v bela oblacila. Vsa dejanja belega boga so bila dobronamerna.